# El sueño del caballero
El sueño del caballero (en italiano Sogno del cavaliere) es una pintura de la época temprana del artista del renacentista italiano Rafael Sanzio. Es una pintura al óleo sobre tabla, con unas dimensiones de 17,1 centímetros de alto y 17,1 cm de ancho. Se calcula que fue terminado en 1504-1505, y se conserva en la National Gallery de Londres de Londres, Reino Unido.
La obra representa el tema del sueño de Escipión, la historia contada por Cicerón sobre la juventud de Escipión el Africano (236 - 184 AC), según la cual Minerva y Venus se le aparecieron en un sueño. La primera le ofreció una espada y un libro; la segunda, una rama florida. En un estudio sobre cartón, conservado también en la National Gallery, "la dama de la izquierda parece aún más adusta; la de la derecha, más atrevidamente descubierta". El caballero aparece dormido a los pies de un laurel entre las dos figuras femeninas, elementos interpretados respectivamente como la gloria, la virtud y el amor.
La fuente más probable de Rafael es un pasaje de la Punica, un poema épico del poeta latino Silio Itálico que narra la segunda guerra púnica.
Se sabe que el cuadro formaba un díptico con Las tres Gracias, un óleo sobre madera de las mismas dimensiones. Se desconocen más datos sobre la relación entre ambas obras. Pertenecieron a la colección de pinturas Borghese hasta 1800, cuando fueron vendidas por separado.